# Pachicutza
Pachicutza ist eine Ortschaft und eine Parroquia rural („ländliches Kirchspiel“) im Kanton El Pangui der ecuadorianischen Provinz Zamora Chinchipe. Die Parroquia besitzt eine Fläche von 125,9 km². Die Einwohnerzahl lag im Jahr 2015 bei 1290. Die Parroquia Pachicutza wurde am 5. Mai 1994 gemeinsam mit der im selben Kanton gelegenen Parroquia El Guismi gegründet.

## Lage
Die Parroquia Pachicutza liegt in der Cordillera del Cóndor im Südosten von Ecuador. Der Hauptort Pachicutza liegt auf einer Höhe von 980 m an der Fernstraße E45 (Zamora–Macas) 5 km südsüdwestlich des Kantonshauptortes El Pangui. Der Río Zamora durchquert das Areal in nördlicher Richtung. Im Osten wird das Gebiet vom Río Machinaza begrenzt.
Die Parroquia Pachicutza grenzt im Norden an die Parroquia El Pangui, im Osten an die Parroquia Tundayme sowie im Süden und im Westen an die Parroquias Los Encuentros und Chicaña (beide im Kanton Yantzaza).

## Orte und Siedlungen
In der Parroquia Pachicutza gibt es neben dem Hauptort folgende Barrios und Kommunen ("Comunidades"): Buena Fe, Catacocha, La Delicia, La Primavera, Reina del Cisne, San Francisco, San Roque, Santa Rita, Achunts, El Mirador, Shakay und Wachapa.